# Gerald Fried
Gerald Fried (* 13. Februar 1928 in New York City, New York; † 17. Februar 2023 in Bridgeport, Connecticut) war ein US-amerikanischer Komponist und Musiker.

## Leben
Gerald Fried erlernte in seiner Kindheit Oboe und studierte an der Juilliard School Musik. Er wurde anschließend als erster Oboist ins Dallas Symphony Orchestra und das New York Little Orchestra aufgenommen. Für seinen Jugendfreund und Schulkameraden Stanley Kubrick komponierte er anschließend für dessen erste vier Spielfilme Fear and Desire, Der Tiger von New York, Die Rechnung ging nicht auf und Wege zum Ruhm die Musik. Ab 1956 war er Mitglied der American Society of Composers, Authors and Publishers und ab 1960 auch selbstständiger Filmkomponist, nachdem er bis dahin für die Revue Studios Musik komponiert hatte.
Nachdem Fried in den 1960er Jahren vor allem für Fernsehserien wie Gilligans Insel, Solo für O.N.C.E.L. und Raumschiff Enterprise komponiert hatte, erhielt er für seine Musik zu der Dokumentation Die Paarungen der Tiere mit einer Oscarnominierung für die Beste Filmmusik seine bedeutendste Honorierung für Filmmusik. Parallel zu seiner Filmarbeiten unterrichtete er auch Filmkomposition an der UCLA. In den 1970er und 1980er Jahren war er fünf Mal für den Emmy nominiert und erhielt die Auszeichnung 1977.
Fried starb am 17. Februar 2023 im St. Vincent’s Hospital in Bridgeport, Connecticut, im Alter von 95 Jahren an einer Lungenentzündung. Er hinterließ seine Ehefrau und vier Kinder.

## Filmografie (Auswahl)

### Filme
- 1951: Day of the Fight
- 1953: Fear and Desire
- 1955: Der Tiger von New York (Killer’s Kiss)
- 1956: Die Rechnung ging nicht auf (The Killing)
- 1957: Fluch der Gewalt (Trooper Hook)
- 1957: Wege zum Ruhm (Paths of Glory)
- 1958: Draculas Blutnacht (The Return of Dracula)
- 1958: I Bury the Living
- 1965: Krieg der Spione (One of Our Spies Is Missing)
- 1967: Die Karate-Killer (The Karate Killers)
- 1968: Das Doppelleben der Sister George (The Killing of Sister George)
- 1969: Eine Witwe mordet leise (Whatever Happened to Aunt Alice?)
- 1970: Die Grissom-Bande (The Grissom Gang)
- 1970: Zu spät für Helden – Antreten zum Verrecken (Too Late the Hero)
- 1974: Die Paarungen der Tiere (Birds Do It, Bees Do It)
- 1975: Ich kämpfe niemals wieder (I Will Fight No More Forever)
- 1976: Überleben (Supervivientes de los Andes)
- 1979: Die Weiche steht auf Tod (Disaster on the Coastliner) (Fernsehfilm)
- 1979: Nur Liebe bricht das Schweigen (Son-Rise: A Miracle of Love)
- 1982: Mörderische Leidenschaft (Murder Is Easy)
- 1983: Ein Killer in der Familie (A Killer in the Family)
- 1984: Das Geheimnis des weißen Büffels (The Mystic Warrior)
- 1988: Roots – Das Geschenk der Freiheit (Roots: The Gift)
- 1988: Mutter kriegt die Kurve nicht (Drop-Out Mother)

### Fernsehserien
- 1965–1967: Gilligans Insel (Gilligan’s Island) (39 Episoden)
- 1965–1967: Solo für O.N.C.E.L. (The Man from U.N.C.L.E.) (45 Episoden)
- 1966–1969: Kobra, übernehmen Sie (Mission: Impossible) (6 Episoden)
- 1966–1967: Raumschiff Enterprise (Star Trek) (4 Episoden)
- 1967: Immer wenn er Pillen nahm (Mr. Terrific) (17 Episoden)
- 1977: Roots
- 1978–1978: Notruf California (Emergency!) (2 Episoden)
- 1979: Roots – Die nächsten Generationen (Roots: The Next Generations)
- 1980–1982: Flamingo Road (39 Episoden)

## Auszeichnungen (Auswahl)
Emmy
- 1977: Auszeichnung für Outstanding Achievement in Music Composition for a Series (Dramatic Underscore) (Roots und Quincy)

Oscar
- 1976: Nominierung für die Beste Filmmusik mit Die Paarungen der Tiere